# Arabesque (film)
Pour les articles homonymes, voir Arabesque.
Pour plus de détails, voir Fiche technique et Distribution.
Arabesque est un film américain réalisé par Stanley Donen et sorti en 1966.

## Synopsis
Le premier ministre d'une république orientale demande à David Pollock, spécialiste des hiéroglyphes, de s'infiltrer chez son adversaire, Nejim Beshraavi, magnat du pétrole, pour y décoder un message secret. Mais Beshraavi prend David en otage. Celui-ci parvient à s'évader grâce à l'aide de Yasmin, la maîtresse de Beshraavi.

## Fiche technique
- Titre original : Arabesque
- Titre français : Arabesque
- Réalisation : Stanley Donen
- Scénario : Julian Mitchell, Stanley Price, Peter Stone, d'après le roman de Gordon Cotler, The Cipher
- Direction artistique : Reece Pemberton
- Photographie : Christopher Challis
- Montage : Frederick Wilson
- Musique : Henry Mancini
- Production : Stanley Donen, Denis Holt
- Sociétés de production : Stanley Donen Films, Universal Pictures
- Société de distribution :  Universal Pictures
- Format : Couleurs - 35 mm  (Panavision) - 2,35:1 - Son mono
- Durée : 107 minutes
- Genre : Thriller
- Dates de sortie : 
  - États-Unis : 5 mai 1966
  - France : 19 août 1966
- Affiche : Raymond Elseviers (Belgique)

## Distribution

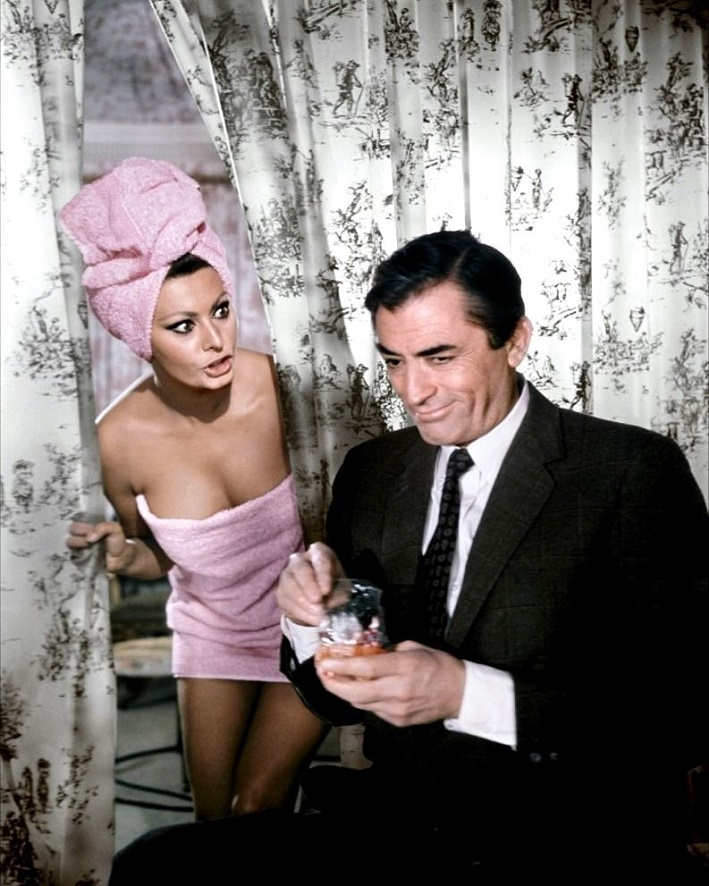
Sophia Loren et Gregory Peck

- Gregory Peck (VF : Jean-Claude Michel) : le professeur David Pollock
- Sophia Loren (VF : Jacqueline Carrel) : Yasmin Azir
- Alan Badel (VF : Roger Rudel) : Nejim Beshraavi
- Kieron Moore (VF : Serge Sauvion) : Yussef Kasim
- Carl Duering (VF : Paul-Émile Deiber) : Hassan Jena
- John Merivale (VF : Jean-Louis Jemma) : le major Sylvester Pennington Sloane
- Duncan Lamont (VF : Raymond Loyer) : Webster
- George Coulouris (VF : André Valmy) : Ragheeb
- Ernest Clark (VF : Raymond Gérôme) : le banquier Beauchamp
- Harold Kasket (VF : Jean Amadou) : l'ambassadeur Mohammed Lufti

## Autour du film
- L'affiche du film a été conçue par Robert McGinnis.